# سالتا
سالتا (به اسپانیایی: Salta) شهری در کشور آرژانتین، ایالت سالتا است که در سال ۲۰۰۹ میلادی، حدود ۵۱۶٬۰۰۰ نفر جمعیت داشته است.

## نگارخانه

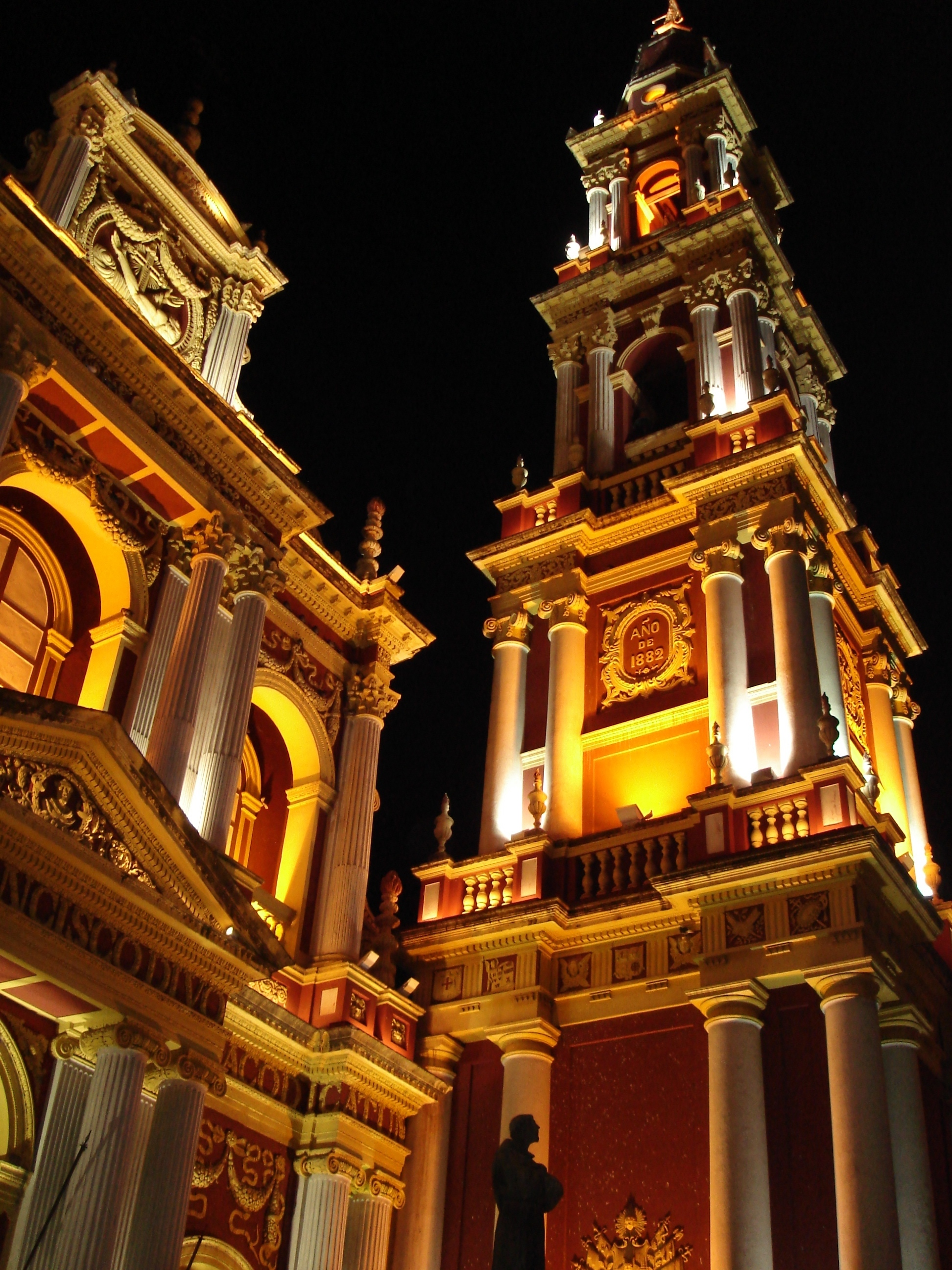
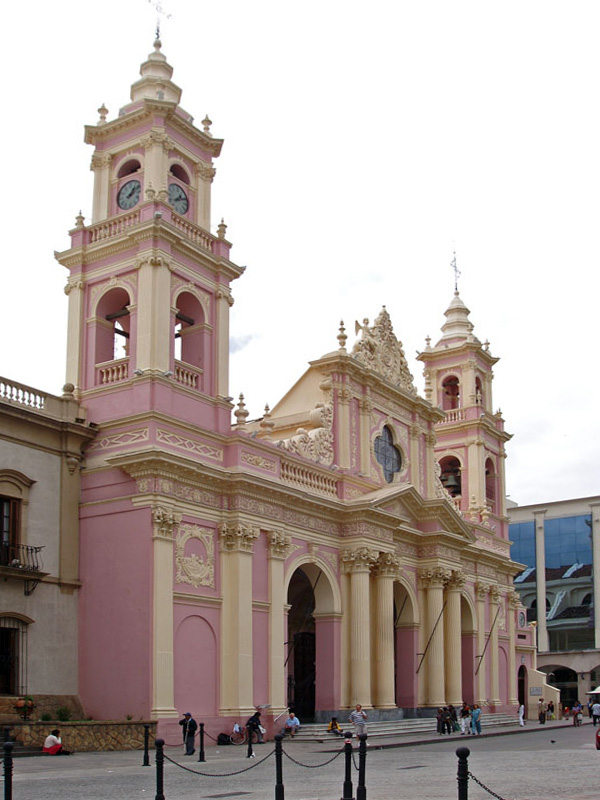
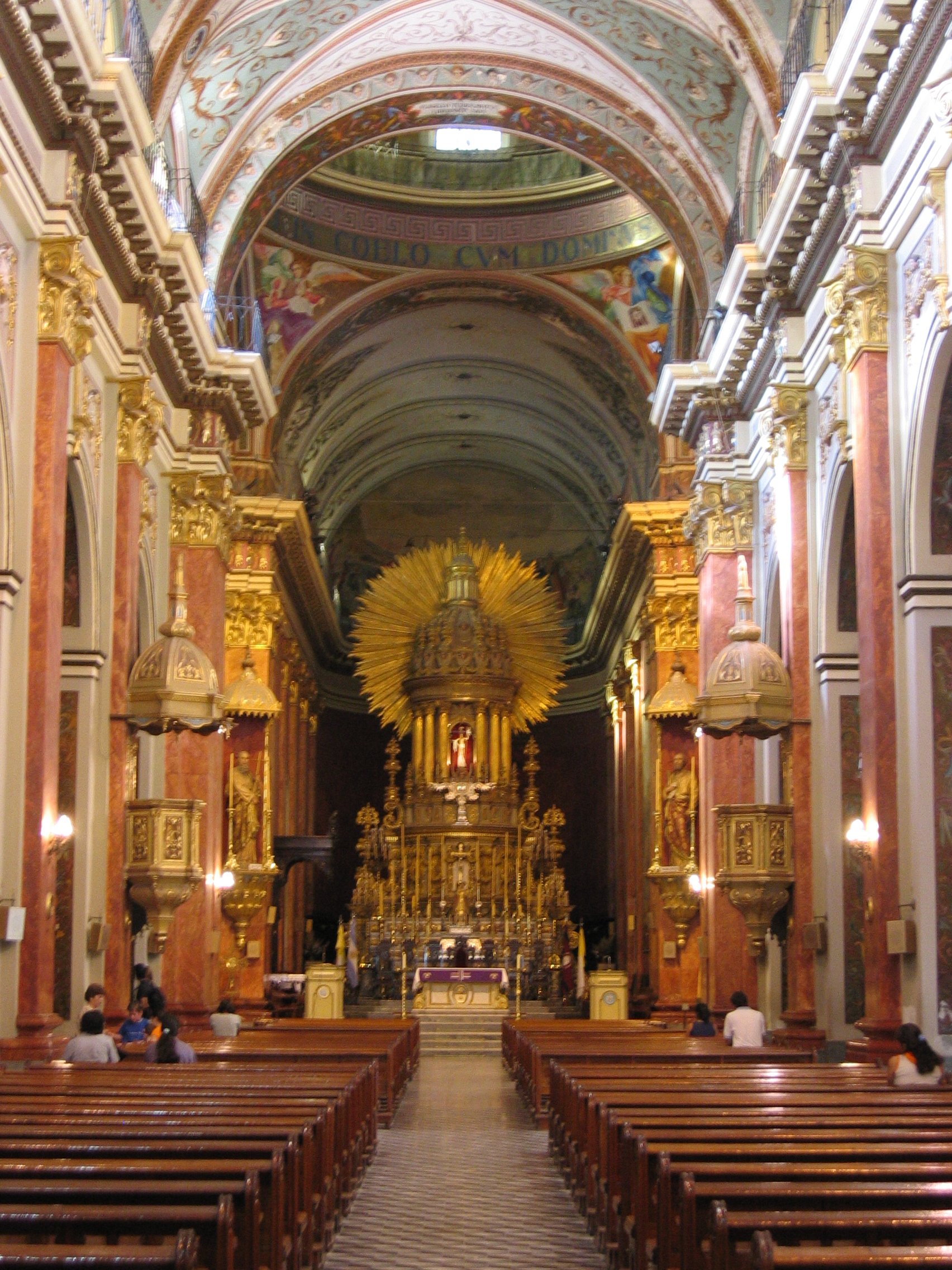
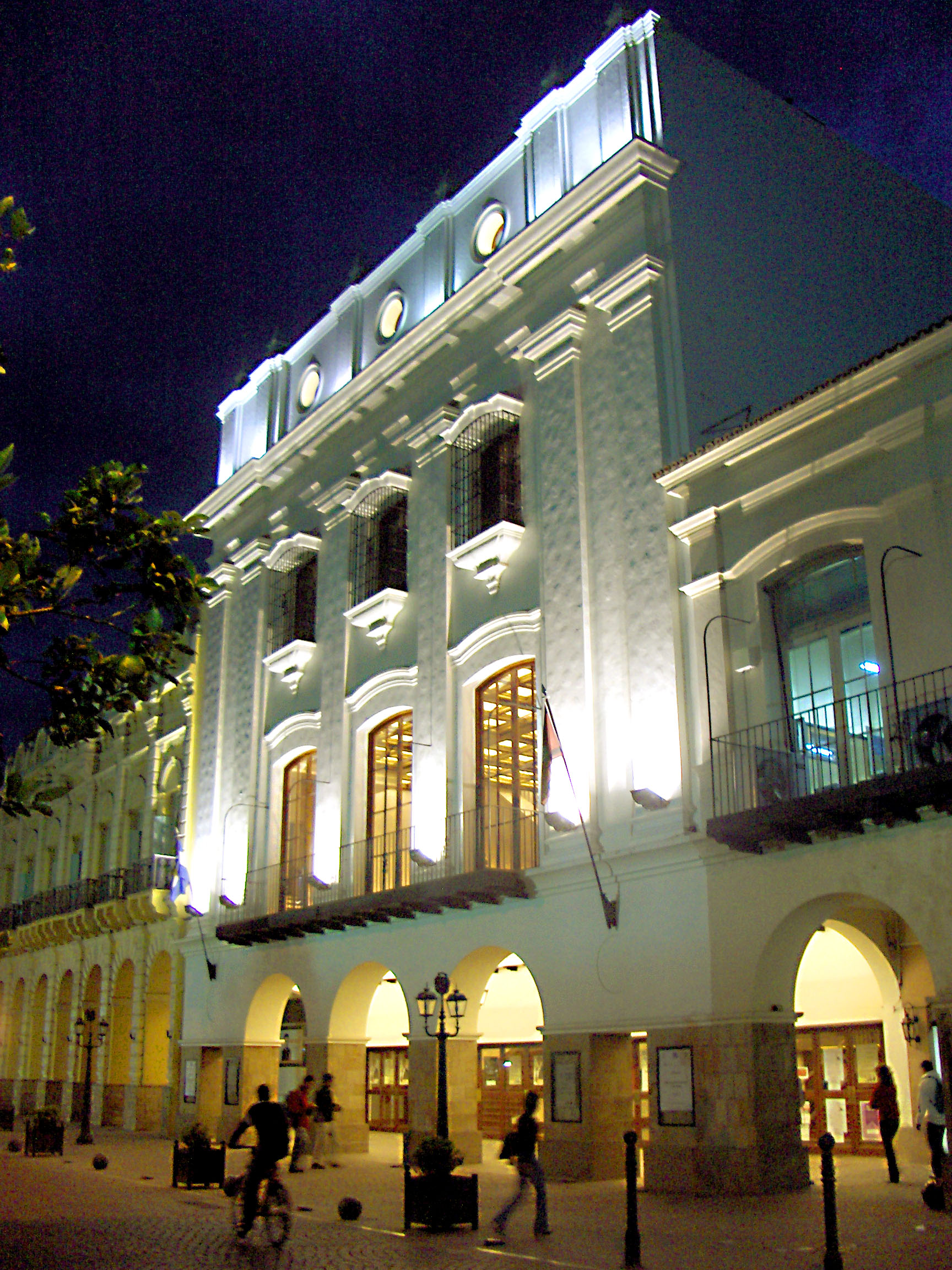
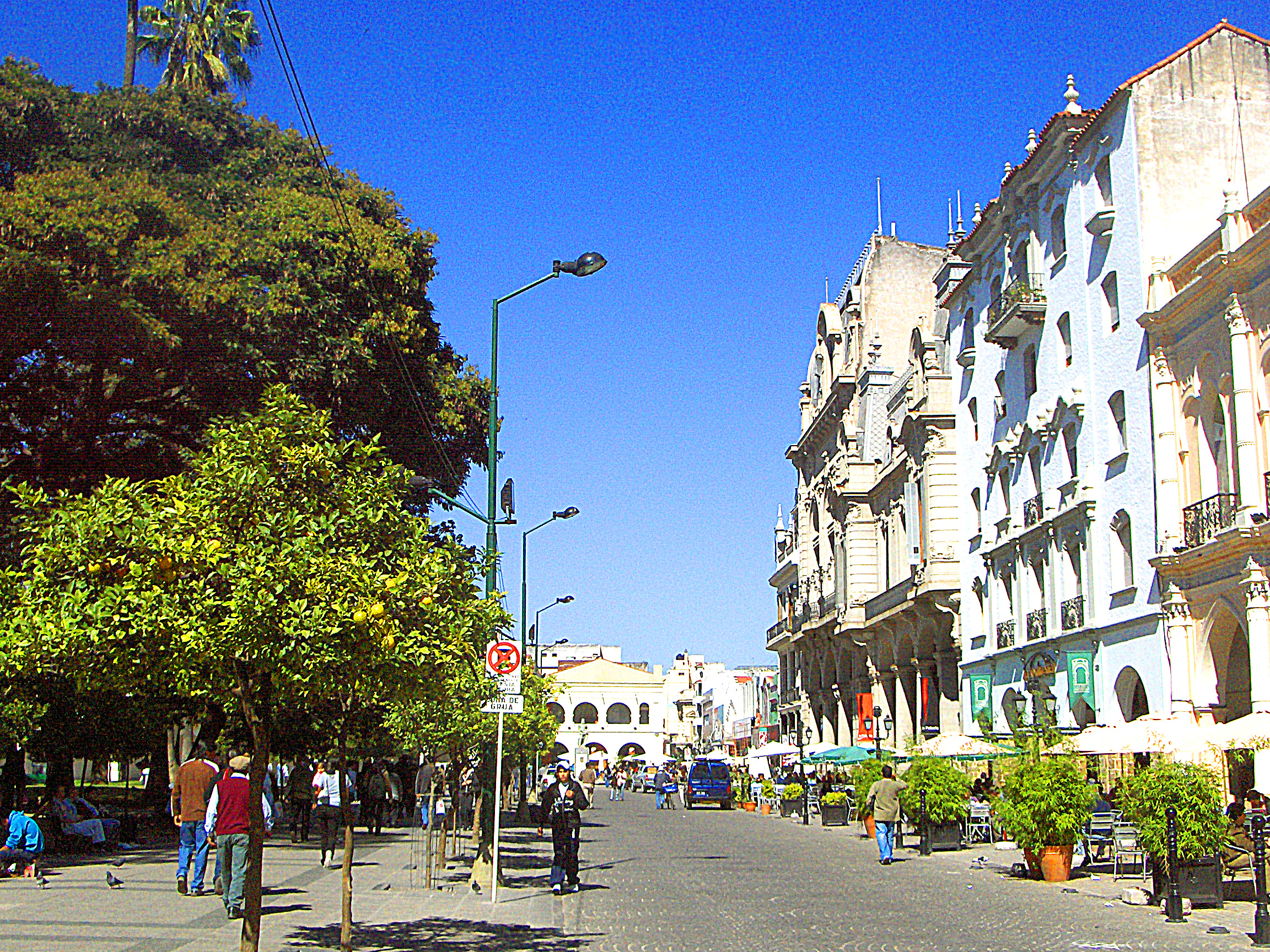
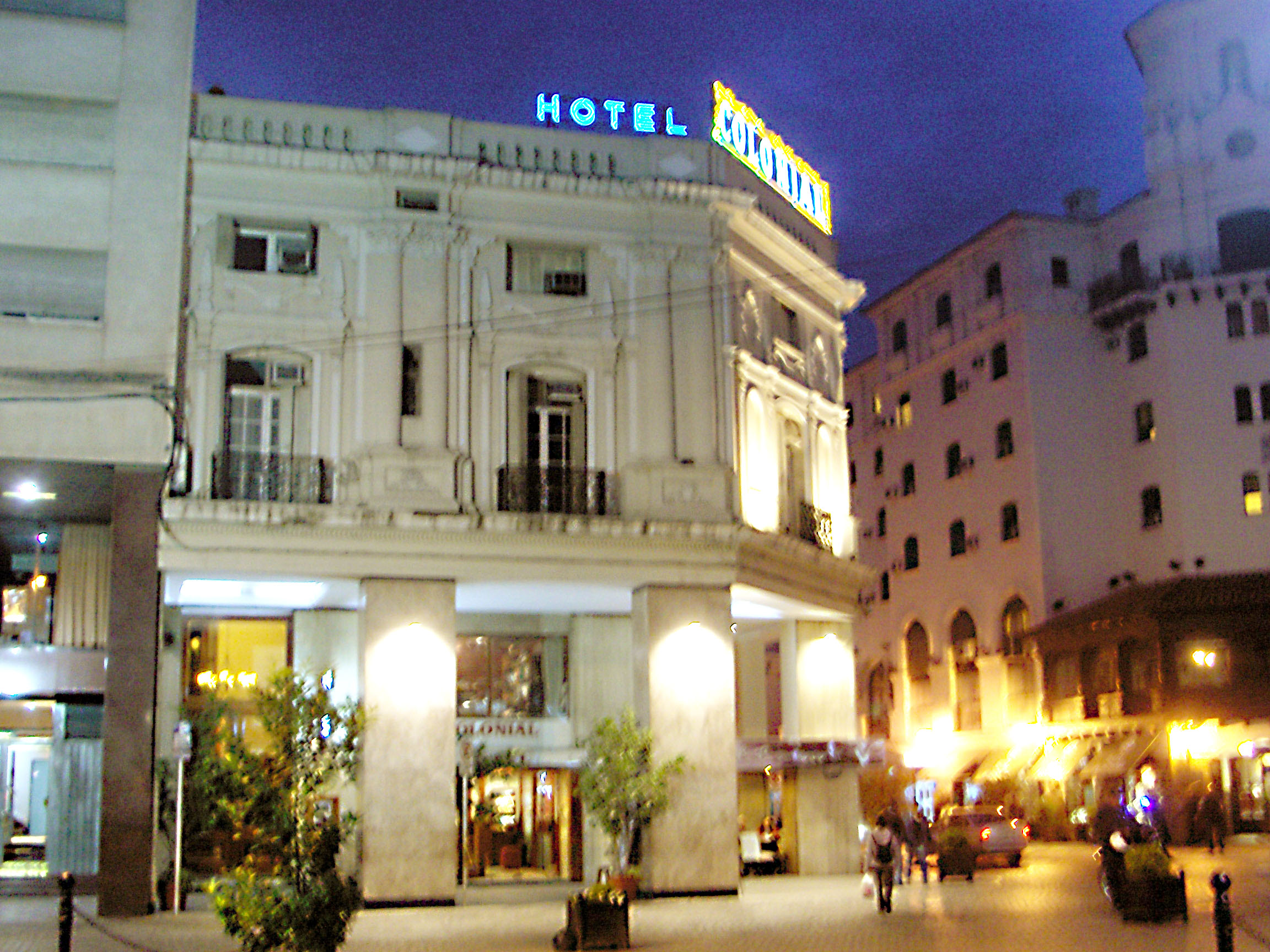
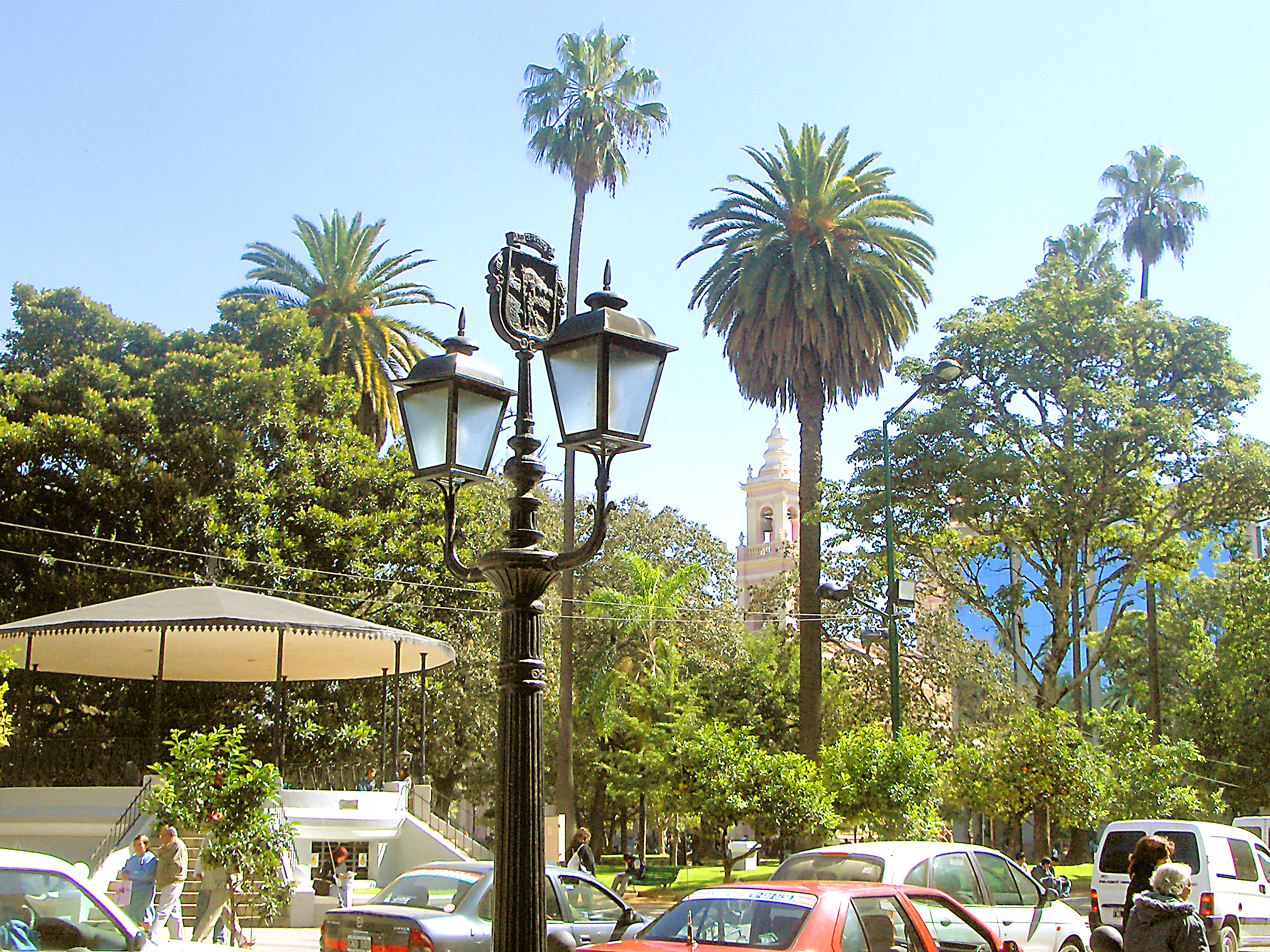
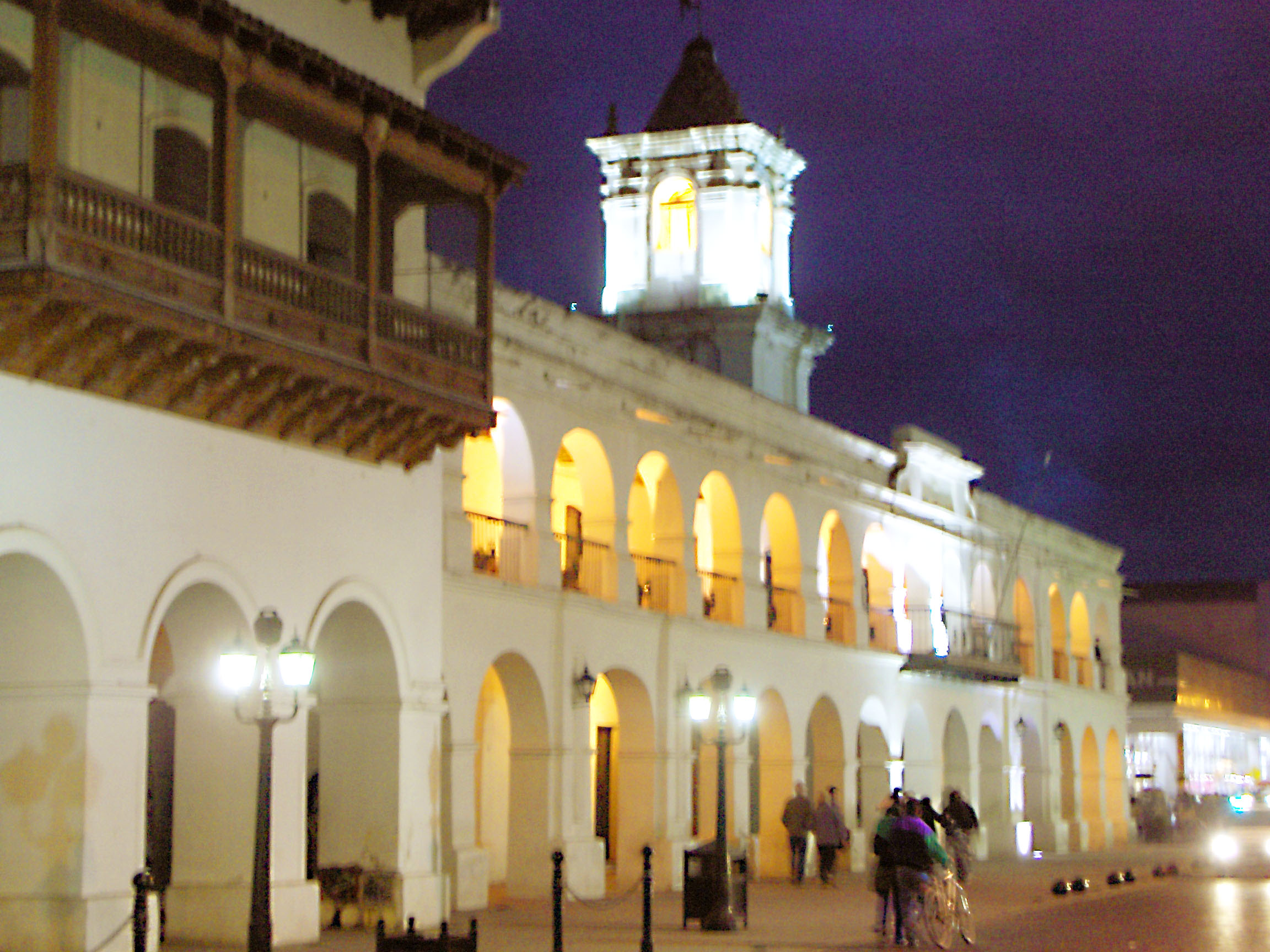
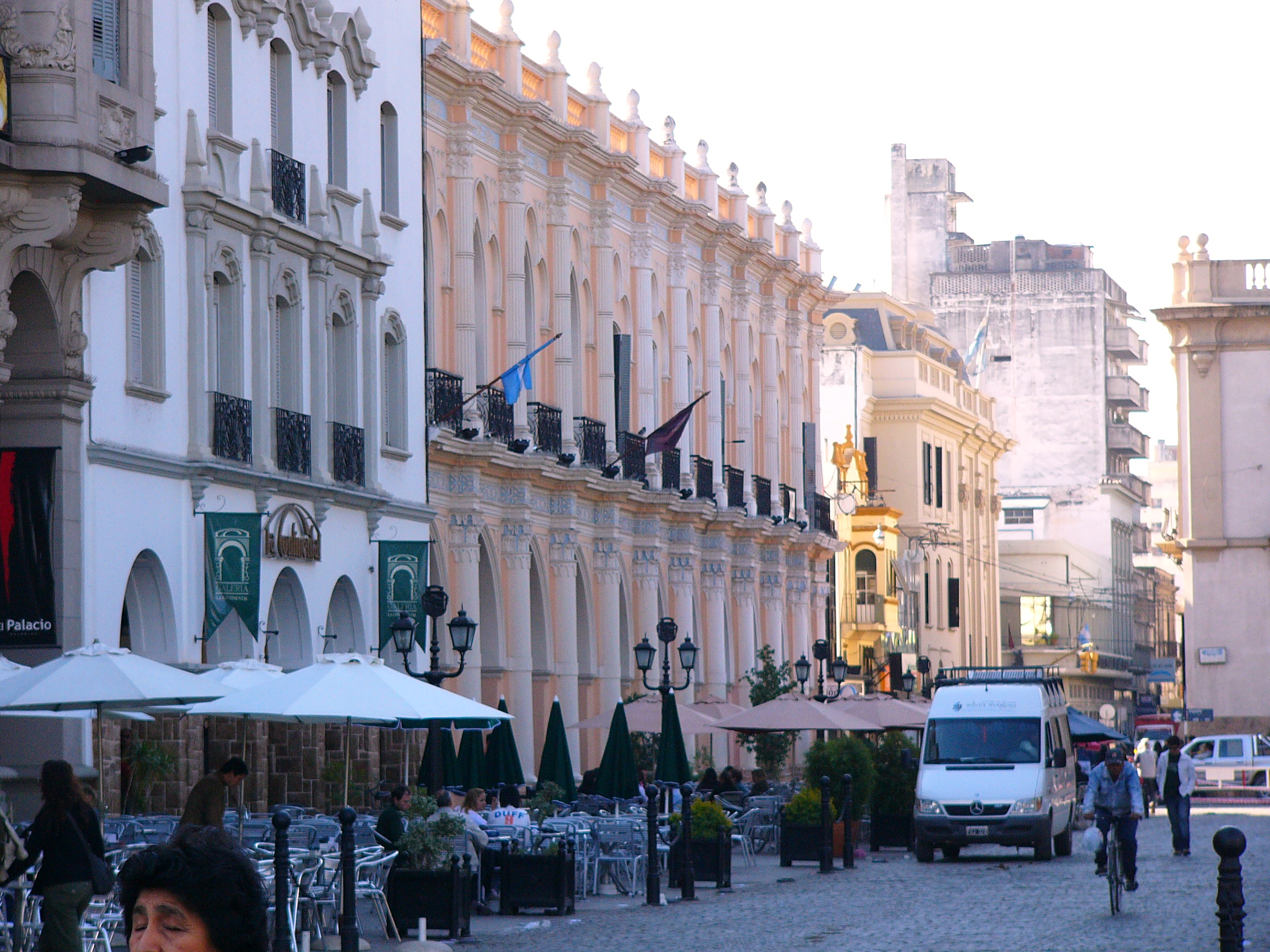
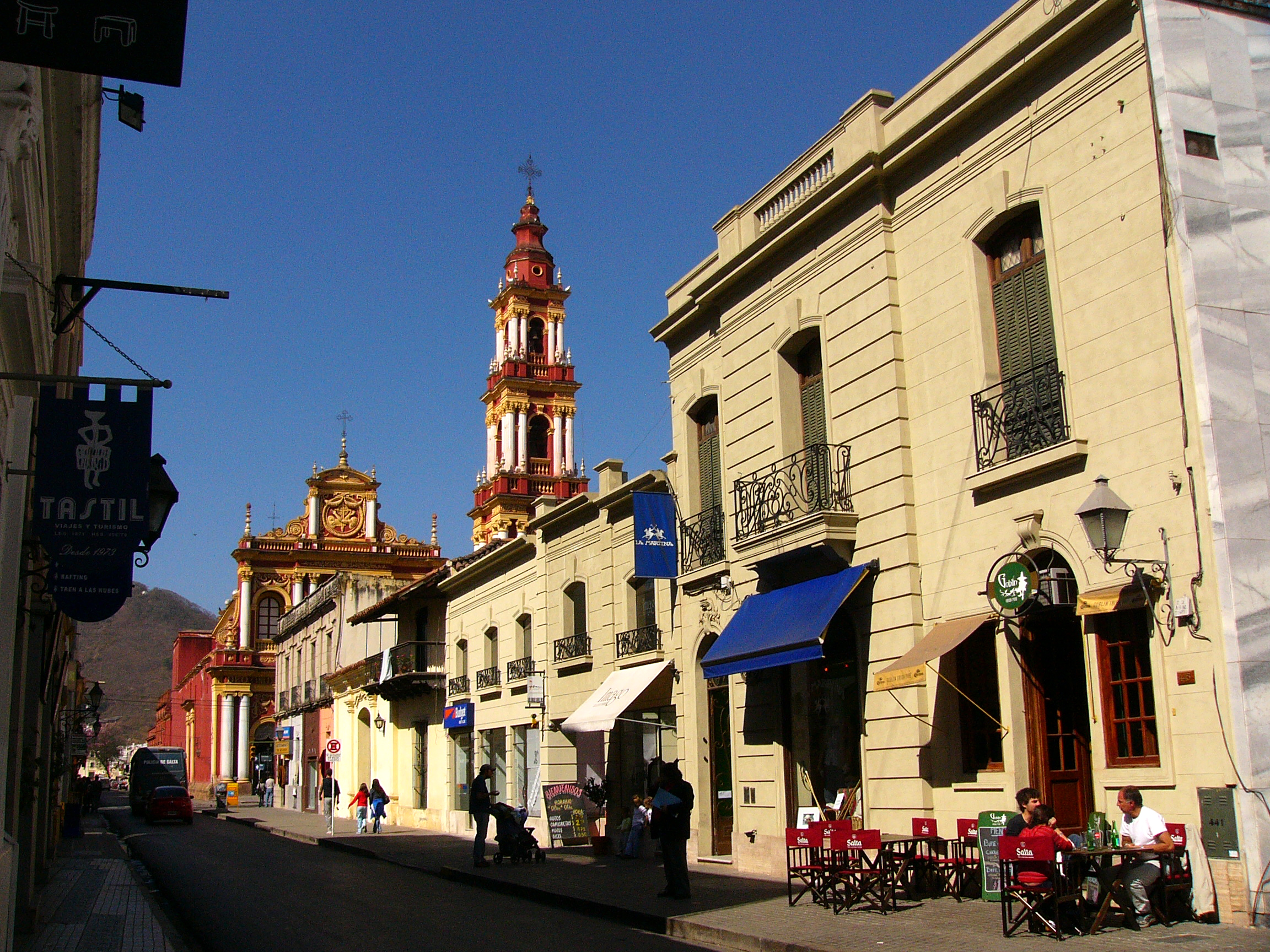